# Kasha

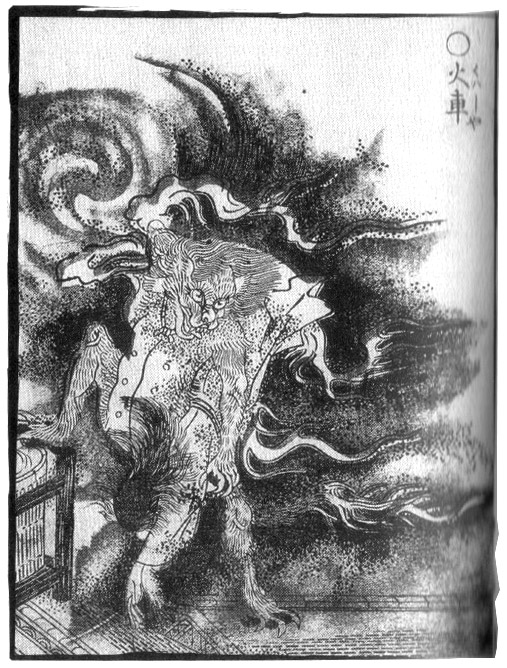
Kasha trong tranh Gazu Hyakki Yakō của họa sĩ Toriyama Sekien

Kasha (tiếng Nhật: 火車, âm Hán Việt là "hỏa xa", một cách viết khác nữa là 化車, âm Hán Việt là "hóa xa") là một loại yêu quái trong quan niệm dân gian Nhật Bản, chúng được cho là cướp thi hài của những người tạo ác nghiệp khi còn sống.

## Khái yếu
Kasha được cho là loài yêu quái cướp xác chết tại nghĩa địa hay các đám ma và những câu chuyện liên quan đến nó có mặt khắp nơi trên nước Nhật. Người ta cho rằng bản thể của Kasha chính là Nekomata, con mèo sống lâu thành tinh biến hóa nên.
Trong truyện cổ "Neko danka" (thí chủ mèo) và truyện "Kasha baba" (lão bà Kasha) ở thành phố Yamasaki, xứ Harima (nay là tỉnh Hyōgo) cũng xuất hiện Kasha với những điểm tương đồng.
Tại làng Kamikuishiki, tỉnh Yamanashi, người ta cử hành tang lễ hai lần để phòng ngừa bị Kasha sống trong ngôi chùa gần đó đến cướp xác. Lần đầu người ta nhét đầy đá vào quan tài để phòng ngừa Kasha cướp xác người chết. Tại thành phố Yawatahama, tỉnh Ehime, người ta còn tin rằng nếu để một con dao cạo đầu lên trên quan tài thì sẽ không bị Kasha đến bắt xác. Tại làng Saigō, tỉnh Miyazaki thì trước khi mang quan tài ra khỏi nhà, người ta đọc hai lần câu "Baku niha kuwasen" (không để cho con Baku ăn xác. Baku là con thú huyền thoại ăn giấc mơ) hoặc câu "Kasha niha kuwasen" (không để Kasha ăn xác). Còn tại làng Kumagai, tỉnh Okayama thì người ta thổi một loại nhạc khí cổ truyền gọi là Myōhachi để tránh Kasha trong đám tang.

## Kasha trong thư tịch cổ

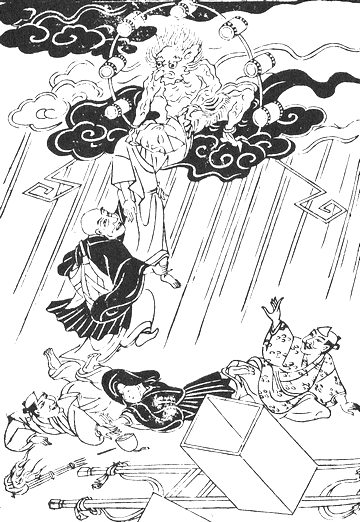
mây và sấm kéo đến cướp xác chết trong đám tang ở dinh thự Ueda

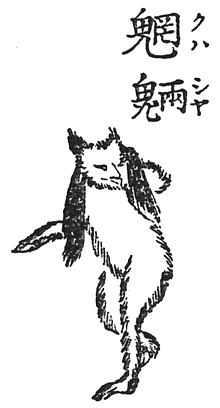
Kasha trong "Bōsō Manroku" của tác giả Chihara Kyosai

Mây và sấm cướp xác chết trong đám tang ở dinh thự Ueda, trích "Kii Zōtanshū"
Trong "Kii Zōtanshū", tập sách ghi chép những chuyện kỳ lạ đầu thời Edo (không rõ tác giả) có đoạn chép rằng Kasha xuất hiện trong đám tang ở dinh thự Ueda, xứ Echigo, toan cướp thi hài người chết. Kasha được miêu tả với hình dáng của Lôi thần, mình quấn khố da hổ, tay cầm trống Taiko tạo sấm chớp và xuất hiện cùng mưa gió (xem hình).
Chuyện Thượng tọa On-yo theo Kasha về Cực lạc trong "Shinchomonjū"
Trong "Shinchomonjū", tập tùy bút về những chuyện lạ do Kamiya Yōyūken ghi chép vào giữa thời Edo, ở phần thứ năm có ghi rằng vào ngày mùng 2 tháng 7 năm Bunmei thứ 11, Thượng tọa On-yo ở chùa Tăng thượng (Zōjōji) được Kasha đón về cõi Cực lạc. Tuy nhiên Kasha ở đây không phải là sứ giả địa ngục mà là sứ giả của Phật Di Đà đến tiếp dẫn về cõi tịnh độ Tây phương. Bản thân Thượng tọa On-yo cũng tin rằng tùy vào lòng tin nơi cõi tịnh độ mà hình dạng Kasha cũng khác nhau.
Chuyện thấy Kasha, thân dưới thối rữa trong "Shinchomonjū"
Cũng trong tập tùy bút "Shinchomonjū", ở phần thứ mười một có chép rằng, tại xứ Musashino có người hàng rượu tên là Anbei một hôm bỗng chạy ra đường kêu lên rằng "Kasha đến!" rồi lăn quay ra đất. Lúc người nhà chạy đến thì anh ta đã thất thần, không nói nên lời. Anbei ngủ li bì đến mười ngày sau thì chết, lúc này phần thân dưới đã thối rữa cả ra.
Chuyện chém cánh tay quỷ trong đám tang
Cũng trong "Shinchomonjū", ở phần thứ mười có ghi rằng có Samurai tên là Matsudaira Goemon. Một lần nọ đi dự đám tang của người anh em họ sấm vang chớp giật, từ trong đám mây đen thò ra cánh tay gấu toan cướp lấy thi hài. Võ sĩ tuốt gươm chém đứt cánh tay thì thấy nó phủ đầy lông cứng như thép, bàn tay có ba móng sắc lẹm như dao cạo.
Chuyện mây đen bắt lão bà keo kiệt
Trong "Shinchomonjū", ở phần thứ mười bốn có chép rằng phiên chủ xứ Hizen một hôm đi kinh hành đến xứ Bizen bỗng nghe đằng xa có tiếng than vãn "ta buồn quá" từ trong đám mây đen. Thấy bàn chân người thò ra từ đám mây, các gia thần nắm lấy kéo xuống thì hóa ra là xác chết của một bà lão. Hỏi thăm dân làng lân cận thì được biết bà lão này rất keo kiệt bủn xỉn, bị người chung quanh khinh ghét. Một lần bà lão vào nhà xí trở ra thì có đám mây đen trên trời xà xuống mang đi mất.
Kasha trong "Bōsō Manroku"
Trong tập tùy bút "Bōsō Manroku" của thầy lang Chihara Kyosai thời Edo có ghi rằng: trong đám tang đột nhiên nổi cơn mưa gió, nắp quan bị thổi tung, xác người biến mất thì biết là có Kasha từ địa ngục đến, khiến người người đều lo sợ, hỗ thẹn. Có khi Kasha xé xác người chết, bêu trên cây, phơi trên đá. Đó là do con thú Kasha xuất hiện nhiều ở Trung Quốc và Nhật Bản, sách này viết tên là 魍魎 (một cách đọc là "Mōryō") nhưng đọc là "Kasha" (xem hình).
Chuyện Hòa thượng Hokkō trong "Hokuetsu Seppu"
Trong "Hokuetsu Seppu", tập sách ghi chép về phong tục, quang cảnh xứ Echigo có ghi rằng vào năm Tenshō, tại xứ này có đám ma đột nhiên xuất hiện hỏa cùng cùng gió lốc bay đến bên quan tài. Từ trong đốm lửa xuất hiện con mèo hai đuôi khổng lồ. Nó toan cướp lấy quan tài thì bị Hòa thượng Hokkō ở chùa Vân Động Am (Untōan) dùng pháp lực và pháp cụ Như ý đánh bại. Áo cà sa của Hòa thượng được gọi là "cà sa đối trị Kasha" và được truyền lại cho hậu thế.

## Cùng loại với Kasha
Tại thành phố Tōno, tỉnh Iwate có yêu quái mang hình dáng của người đàn bà, sống ở dãy núi bên ngọn đèo kéo dài từ làng Ayaori cho đến làng Miyamori. Người đàn bà này được gọi là Kyasha, chuyên cướp xác chết trong quan tài, đào bới nghĩa địa để ăn thịt xác chết. Tại tỉnh Nagano cũng có yêu quái tên là Kyasha, chuyên cướp xác chết trong đám tang. Còn tại tỉnh Yamagata, ngày xưa có một người đàn ông giàu có, khi chết bị con mèo Kasha đến cướp xác nhưng nhờ có Hòa thượng ở chùa Thanh Nguyên (Seigenji) mà thi hài được bảo vệ. Cái đuôi mèo còn sót lại được xem là bùa trừ ma và được thờ cúng ở Quan Âm đường, đến dịp Tết hàng năm thì được công khai để quần chúng chiêm bái.
Tại làng Akihata ở tỉnh Gumma có loài yêu quái ăn thịt người chết được gọi là Temmaru. Người ta đặt một chiếc giỏ tre lên trên ngôi mộ để ngăn không cho nó đến cướp xác.
Còn tại đảo Himaka, tỉnh Aichi thì người ta gọi Kasha bằng cái tên "Madōkusha" và tin rằng đó là do con mèo già trăm tuổi thành tinh biến hóa thành.
Tại thành phố Imizu, tỉnh Kagoshima thì người ta cho rằng có loài yêu quái tên gọi Kimotori (nghĩa là "lấy gan") thường xuất hiện bên mồ mả người chết sau đám tang.

## Khảo sát

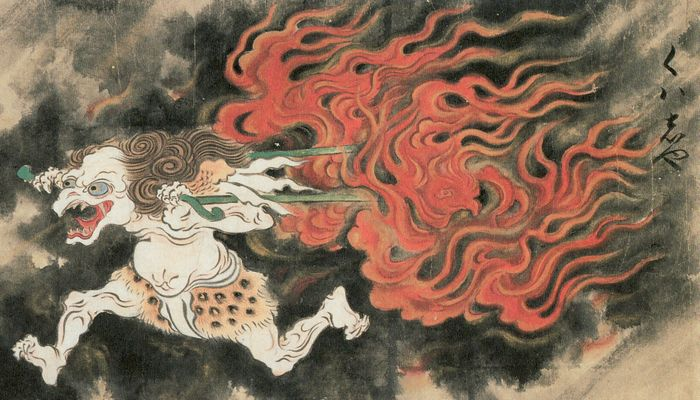
cỗ xe lửa trong "Hyakkai Zukan" của họa sĩ Sawaki Sūhi

Xưa nay người Nhật vẫn tin rằng mèo là con vật nhiều ma tính, người ta quan niệm rằng "không được để mèo lại gần người chết", "nếu con mèo nhảy qua quan tài thì xác chết bên trong sẽ bật dậy". Ngoài ra, trong tập sách "Uji Shūi Monogatari" vào đầu thế kỷ 13 có chép rằng bọn ngục tốt (ác quỷ tra tấn người chết ở địa ngục) kéo cỗ xe lửa cháy rực đi bắt thi hài của tội nhân sau khi chết hoặc bắt tội nhân khi vẫn còn sống. Vì vậy có thuyết cho rằng quan niệm về Kasha là sự pha trộn giữa quan niệm về ma tính của loài mèo và chuyện cỗ xe lửa cướp xác tử tù.
Ngoài ra cũng có thuyết cho rằng quan niệm yêu quái Kappa dìm người ta chết đuối rồi ăn nội tạng từ đường hậu môn cũng được sinh ra từ ảnh hưởng của Kasha. Người Trung Quốc cho rằng có loài yêu quái thích ăn gan của xác chết, tên của nó được viết là 魍魎 (đọc âm Nhật là  "Mōryō") nhưng khi đến Nhật thì nó bị nhầm lẫn với Kasha. Và như đã thuật bên trên, y sĩ Chihara Kyosai gọi tên con thú này trong "Bōsō Manroku" là "Kasha" dù vẫn viết là 魍魎. Còn trong tập tùy bút Mimi Bukuro" của Negishi Shizumori vào giữa thời Edo thì tên của yêu quái cướp xác chết là "Mōryō".

## Kasha trong tiếng Nhật
Trong tiếng Nhật hiện đại có nhiều thành ngữ phái sinh từ quan niệm về Kasha. Thành ngữ "Hi no kuruma" (cỗ xe lửa) được dùng để chỉ trạng thái túng quẫn về mặt kinh tế. Thành ngữ này bắt nguồn từ chuyện cỗ xe lửa do âm binh kéo đi hành hạ người chết. 
Còn tại xứ Harima và các vùng phụ cận, người ta dùng thành ngữ "Kasha Baba" (lão bà Kasha) để rủa bà già độc ác, cú bẩn như loài mèo ma. Ngoài ra trong làng chơi, từ Kasha (hoa xa) được dùng để chỉ mụ tú bà quản lý các du nữ.

## Cước chú
1. ↑  "Yōkai Jiten", Murakami Kenji biên soạn, Mainichi Shimbun xuất bản năm 2000, trang 103~104
2. ↑  "Harima no Minzoku Tanbō" (điều tra phong tục xứ Harima) do Kōbe Shimbun xuất bản năm 2005, trang 157~158
3. ↑  "Tōhoku Yōkai Zukan", Yamaguchi Bintarō biên soạn, Mumyōsha xuất bản năm 1991
4. ↑  "Yōkai Jiten" trang 236
5. ↑  "Yōkai Jiten" trang 312
6. ↑  "Yōkai Jiten" trang 147
7. ↑  Mimi Bukuro, Negishi Shizumori biên soạn, Iwanami Shoten xuất bản năm 1991, trang 125

## Mục liên quan
- Danh sách yêu quái Nhật Bản